# Obłazowa Przełęcz
Obłazowa Przełęcz (słow. Studené sedlo, niem. Dubkescharte, węg. Dubkerés) – głęboko wcięta przełęcz położona na wysokości ok. 2360 m n.p.m. w słowackich Tatrach Wysokich. Znajduje się w bocznej grani pomiędzy Małą Wysoką a Baniastą Turnią
Obłazowa Przełęcz nie jest dostępna dla turystów, ale dla taterników stanowi dogodne połączenie Doliny Staroleśnej z Doliną Wielicką.
Słowackie nazewnictwo Obłazowej Przełęczy pochodzi od Doliny Staroleśnej, natomiast niemieckie i węgierskie nazwy zostały nadane na cześć niemieckiego taternika Ernsta Dubkego.

## Historia
Pierwsze wejścia turystyczne:
- Edward Koelichen, Jan Koelichen, Franciszek Krzyształowicz, Kazimierz Przerwa-Tetmajer, Tadeusz Boy-Żeleński, Klemens Bachleda, Jan Bachleda Tajber, Józef Haziak i Jan Obrochta Tomkowy, 14 sierpnia 1892 r. – letnie,
- Hermann Schweickhart, Otto Schweickhart i János Vigyázó, 22 marca 1910 r. – zimowe[2].

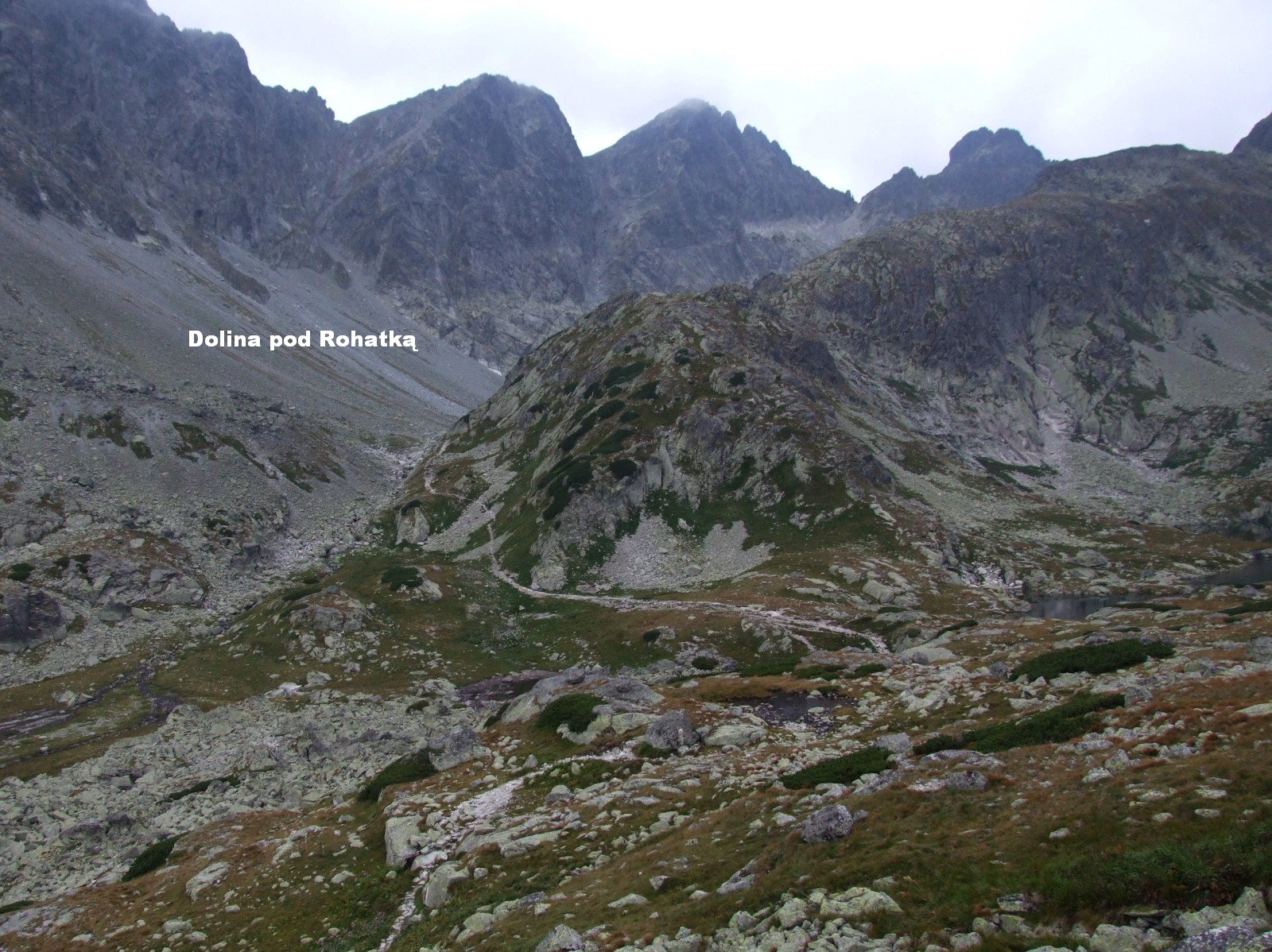
Widok na Obłazową Przełęcz z Doliny Staroleśnej